# فرانز ألبرت شولتس
فرانز ألبرت شولتس (بالألمانية: Franz Albert Schultz)‏ هو أستاذ جامعي ألماني، ولد في 25 سبتمبر 1692 في Szczecinek ‏ في بولندا، وتوفي في 19 مايو 1763 في كونيغسبرغ في الإمبراطورية الروسية.